# Mali Mațevîci, Starokosteantîniv
Mali Mațevîci (în ucraineană Малі Мацевичі) este un sat în comuna Velîki Mațevîci din raionul Starokosteantîniv, regiunea Hmelnîțkîi, Ucraina.

## Demografie
Componența lingvistică a localității Mali Mațevîci
     Ucraineană (98,49%)
     Rusă (1,51%)
Conform recensământului din 2001, majoritatea populației localității Mali Mațevîci era vorbitoare de ucraineană (98,49%), existând în minoritate și vorbitori de rusă (1,51%).